# Timonius laxus
Timonius laxus är en måreväxtart som beskrevs av George King och James Sykes Gamble. Timonius laxus ingår i släktet Timonius och familjen måreväxter. Inga underarter finns listade i Catalogue of Life.